# Ватанабэ, Такэси
Такэси Ватанабэ (яп. 渡辺 毅, род. 10 сентября 1972, Фудзиэда, Сидзуока) — японский футболист.

## Клубная карьера
На протяжении своей футбольной карьеры выступал за клуб «Касива Рейсол».

## Карьера в сборной
В 1997 году сыграл за национальную сборную Японии 1 матч.

### Статистика за сборную
| Сборная Японии | Сборная Японии | Сборная Японии |
| Год            | Матчи          | Голы           |
| -------------- | -------------- | -------------- |
| 1997           | 1              | 0              |
| Итого          | 1              | 0              |

## Достижения

### Командные
- Кубок Джей-лиги: 1997